# Jatki (województwo zachodniopomorskie)
Jatki – wieś w północno-zachodniej Polsce położona w województwie zachodniopomorskim, w powiecie kamieńskim, w gminie Świerzno. Na zachód od wsi (ok. 1 km) leży Jezioro Jatkowskie.

## Historia
W czasie II wojny światowej Niemcy utworzyli we wsi podobóz pracy przymusowej obozu jenieckiego Stalag II D.
W latach 1975–1998 miejscowość administracyjnie należała do województwa szczecińskiego.

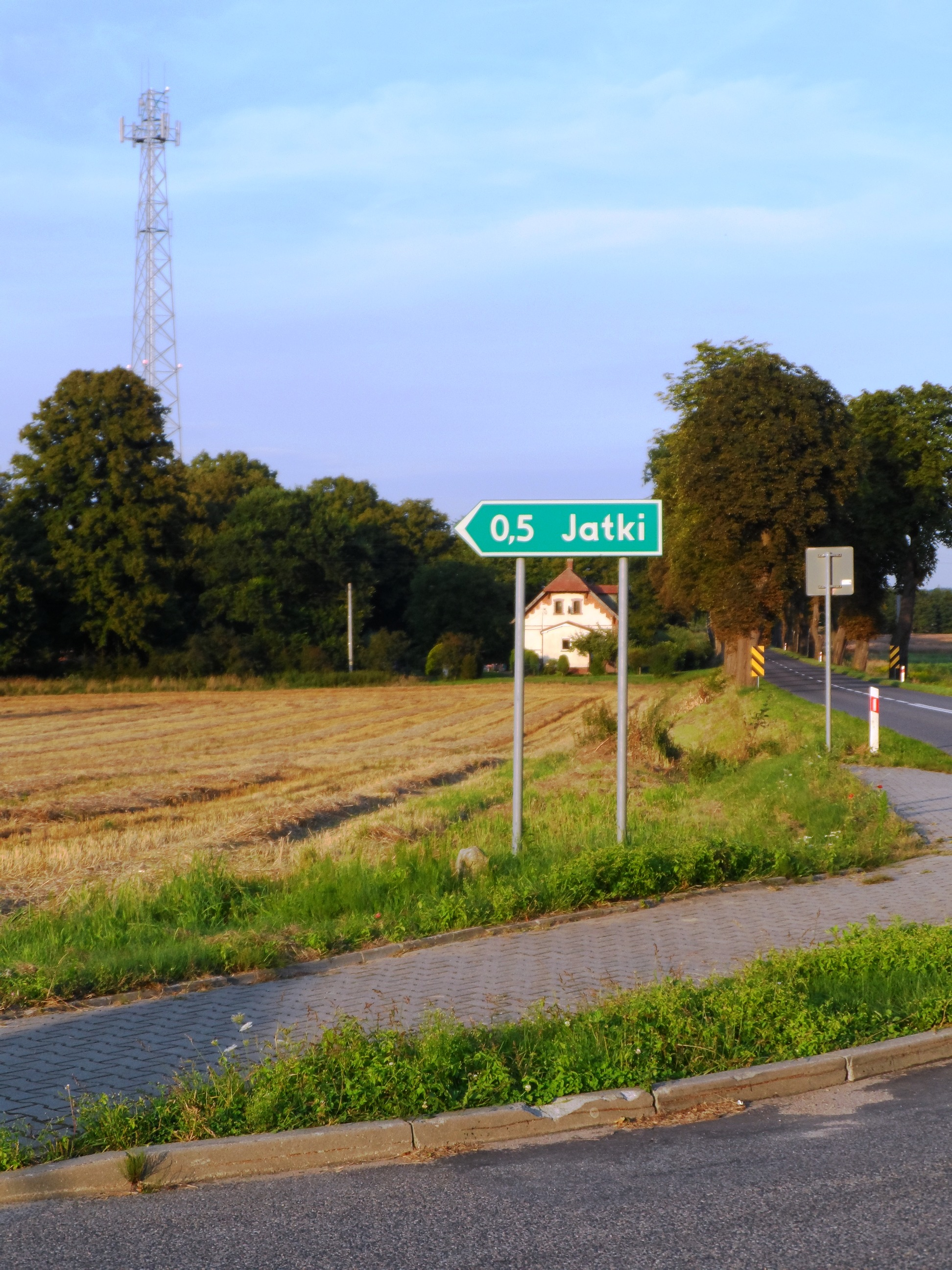
Skrzyżowanie drogi do Jatek z drogą wojewódzką nr 103

## Zabytki
- park dworski, z drugiej poł. XIX, nr rej.: A-1339z 12.12.1980, pozostałości po dworze.

Znajduje się tu siedziba leśnictwa.